# Gouvernement Frederiksen II
Ne doit pas être confondu avec Gouvernement Frederiksen I.
Royaume de Danemark
Frederiksen I 
Le gouvernement Frederiksen II (en danois : Regeringen Mette Frederiksen II) est le gouvernement du royaume de Danemark depuis le 15 décembre 2022, durant la 70e législature du Folketing.
Il est dirigé par la sociale-démocrate Mette Frederiksen, vainqueure à la majorité relative des élections législatives anticipées. Il repose sur une coalition de trois partis. Il succède au gouvernement Frederiksen I.

## Coalition et historique
Ce gouvernement est dirigé par la Première ministre sortante sociale-démocrate, Mette Frederiksen. Il est constitué d'une coalition centriste entre la Social-démocratie (SD), le Parti libéral (V) et les Modérés (M). Ensemble, ils disposent de 89 députés sur 179, soit 49,7 % des sièges du Folketing. Il bénéficie du soutien sans participation des deux députés des îles Féroé et d'un député du Groenland.
Il est formé à la suite des élections législatives anticipées du 1er novembre 2022.
Il succède donc au gouvernement Frederiksen I, constitué de la seule Social-démocratie et bénéficiant de l'appui extérieur du Parti social-libéral (RV), du Parti populaire socialiste (SF) et de la Liste de l'unité (EL).

### Formation
Comme elle l'avait annoncée lors de sa campagne électorale, Mette Frederiksen cherche, à l'issue du scrutin, à constituer une coalition plus large que le « bloc rouge » qui la soutenait sous la précédente législature et qui bénéficie d'une majorité d'un siège au Folketing,,. 
Les négociations réunissent initialement l'ensemble des partis ayant obtenu des sièges, avant les départs successifs de plusieurs d'entre eux : les Démocrates danois et La Nouvelle Droite à la mi-novembre, Liste de l'unité et L'Alternative le 23 novembre, puis le Parti populaire conservateur le 3 décembre, et enfin le Parti social-libéral le 13 décembre,,.
Ce même 13 décembre, Mette Frederiksen annonce un accord de coalition réunissant la Social-démocratie, le Parti libéral et les Modérés, qu'elle présente à la reine Margrethe II le jour même. C'est la première fois, depuis 1978, qu'un gouvernement réunit Social-démocratie et le Parti libéral. Mette Frederiksen est ensuite reconduite au poste de Première ministre, tandis que Jakob Ellemann-Jensen devient ministre de la Défense, avec le titre honorifique et non-officiel de vice-Premier ministre, et Lars Løkke Rasmussen, ministre des Affaires étrangères,.

## Composition

### Initiale (15 décembre 2022)
- Par rapport au gouvernement Frederiksen I, les nouveaux conseillers sont indiqués en gras, ceux ayant changé d'attributions le sont en italique.

| Fonction | Titulaire | Titulaire | Parti |
| --- | --------- | --- | ----- |
| Première ministre |           | Mette Frederiksen | SD    |
| Ministre de la Défense |           | Jakob Ellemann-Jensen (jusqu'au 22/08/2023) Troels Lund Poulsen                                                                                | V     |
| Ministre des Affaires étrangères |           | Lars Løkke Rasmussen | M     |
| Ministre des Finances |           | Nicolai Wammen | SD    |
| Ministre des Affaires économiques |           | Troels Lund Poulsen (jusqu'au 22/08/2023) Jakob Ellemann-Jensen (jusqu'au 23/10/2023) Troels Lund Poulsen (jusqu'au 23/11/2023) Stephanie Lose | V     |
| Ministre de l'Intérieur et de la Santé |           | Sophie Løhde | V     |
| Ministre de la Justice |           | Peter Hummelgaard Thomsen | SD    |
| Ministre de la Culture |           | Jakob Engel-Schmidt | M     |
| Ministre de l'Industrie, des Entreprises et des Affaires financières |           | Morten Bødskov | SD    |
| Ministre de la Coopération pour le développement Ministre de la Politique climatique globale |           | Dan Jørgensen | SD    |
| Ministre de l'Environnement |           | Magnus Heunicke | SD    |
| Ministre des Affaires sociales et du Logement |           | Pernille Rosenkrantz-Theil | SD    |
| Ministre de l'Emploi |           | Ane Halsboe-Jørgensen | SD    |
| Ministre de l'Enfance et de l'Éducation |           | Mattias Tesfaye | SD    |
| Ministre de l'Immigration et de l'Intégration |           | Kaare Dybvad | SD    |
| Ministre de la Fiscalité |           | Jeppe Bruus Christensen | SD    |
| Ministre de l'Alimentation, de l’Agriculture et de la Pêche |           | Jacob Jensen | V     |
| Ministre des Affaires ecclésiastiques Ministre du Monde rural Ministre de la Coopération nordique Ministre de la Ville et du Monde rural Ministre des Affaires ecclésiastiques Ministre de la Coopération nordique (23/11/2023) |           | Louise Schack Elholm (jusqu'au 23/11/2023) Morten Dahlin                                                                                       | V     |
| Ministre des Transports |           | Thomas Danielsen | V     |
| Ministre de l'Enseignement supérieur et de la Science |           | Christina Egelund | M     |
| Ministre de la Numérisation Ministre de l'Égalité |           | Marie Bjerre (jusqu'au 23/11/2023) Mia Wagner (jusqu'au 07/12/2023) Marie Bjerre                                                               | V     |
| Ministre des Personnes âgées |           | Mette Kierkgaard | M     |
| Ministre du Climat, de l'Énergie et de l'Approvisionnement |           | Lars Aagaard | M     |

### Remaniement du 29 août 2024
- Par rapport à la précédente composition, les nouveaux conseillers sont indiqués en gras, ceux ayant changé d'attributions le sont en italique.

| Fonction | Titulaire | Titulaire                 | Parti |
| --- | --------- | ------------------------- | ----- |
| Première ministre                                                                                                |           | Mette Frederiksen         | SD    |
| Ministre de la Défense                                                                                           |           | Troels Lund Poulsen       | V     |
| Ministre des Affaires étrangères                                                                                 |           | Lars Løkke Rasmussen      | M     |
| Ministre des Finances                                                                                            |           | Nicolai Wammen            | SD    |
| Ministre des Affaires économiques                                                                                |           | Stephanie Lose            | V     |
| Ministre de l'Intérieur et de la Santé                                                                           |           | Sophie Løhde              | V     |
| Ministre de la Justice                                                                                           |           | Peter Hummelgaard Thomsen | SD    |
| Ministre de la Culture                                                                                           |           | Jakob Engel-Schmidt       | M     |
| Ministre de l'Industrie, des Entreprises et des Affaires financières                                             |           | Morten Bødskov            | SD    |
| Ministre de l'Environnement et de l'Égalité                                                                      |           | Magnus Heunicke           | SD    |
| Ministre de l'Emploi                                                                                             |           | Ane Halsboe-Jørgensen     | SD    |
| Ministre de l'Enfance et de l'Éducation                                                                          |           | Mattias Tesfaye           | SD    |
| Ministre de l'Immigration et de l'Intégration                                                                    |           | Kaare Dybvad              | SD    |
| Ministre du Pacte pour la Transition écologique agricole, alimentaire et foncière                                |           | Jeppe Bruus               | SD    |
| Ministre de l'Alimentation, de l’Agriculture et de la Pêche                                                      |           | Jacob Jensen              | V     |
| Ministre des Transports                                                                                          |           | Thomas Danielsen          | V     |
| Ministre de l'Enseignement supérieur et de la Science                                                            |           | Christina Egelund         | M     |
| Ministre des Personnes âgées                                                                                     |           | Mette Kierkgaard          | M     |
| Ministre du Climat, de l'Énergie et de l'Approvisionnement                                                       |           | Lars Aagaard              | M     |
| Ministre des Affaires européennes                                                                                |           | Marie Bjerre              | V     |
| Ministre de la Ville et du Monde rural Ministre des Affaires ecclésiastiques Ministre de la Coopération nordique |           | Morten Dahlin             | V     |
| Ministre de la Sécurité nationale et de la Gestion des catastrophes                                              |           | Torsten Schack Pedersen   | V     |
| Ministre des Affaires sociales et du Logement                                                                    |           | Sophie Hæstorp Andersen   | SD    |
| Ministre de la Fiscalité                                                                                         |           | Rasmus Stoklund           | SD    |
| Ministre de la Numérisation                                                                                      |           | Caroline Stage Olsen      | M     |